# William d'Alton Mann
William d'Alton Mann est un colonel de l'armée des États-Unis, un inventeur et homme d'affaires co-inventeur du wagon-lit avec Georges Nagelmackers, puis un éditeur de presse.

## Histoire
William D'Alton Mann est né le 27 septembre 1839 à Sandusky, dans l'Ohio

### Inventeur et homme d'affaires
Encore militaire, il réussit à s'enrichir en convainquant le ministère de la guerre de lui acheter la licence de son brevet pour un sac à dos de fantassin.
Après avoir quitté l'armée, il dépose un brevet pour une voiture-lits qui diffère radicalement de celles de Pullman.

### Éditeur de presse
Il meurt le 17 mai 1920 à Morristown dans le New Jersey.